# Trigonoderus varipes
Trigonoderus varipes is een vliesvleugelig insect uit de familie Pteromalidae. De wetenschappelijke naam is voor het eerst geldig gepubliceerd in 1903 door Viereck.